# Direção dos Serviços de Estatística e Censos
A Direcção dos Serviços de Estatística e Censos (DSEC) (em chinês: 統計暨普查局) é um serviço público da Região Administrativa Especial de Macau, responsável pela orientação, coordenação, integração, execução e fiscalização da actividade estatística na Região Administrativa Especial de Macau..

## História
- 1925 - surge a Secção de Estatística  integrada nos Serviços de Administração Civil;
- 1955 - passou a designar-se como Repartição Provincial det Economia e Estatística Geral pois transitou para uma repartição da Província de Macau;
- 1966 - estabeleceu-se a Repartição Provincial dos Serviços de Estatística de Macau;
- 1978 - tornou-se num órgão produtor de estatísticas de Macau com autonomia;
- 1984 - assumiu um estatuto superior e designou-se como "Direcção dos Serviços de Estatística e Censos"; foi criado o Sistema de Informação Estatística de Macau;
- 1987 - foi reestruturada, tendo as suas atribuições sido reforçadas e alargadas;
- 1996 - o Sistema de Informação Estatística de Macau e a Direcção dos Serviços de Estatística e Censos foram reestruturados;
- 1997 - a sede modou para os 16.º e 17.º andares do Edifício "Dynasty Plaza" da Alameda Dr. Carlos d'Assumpção;
- 2017 - mais um local de funcionamento no Edifício Tai Fung Plaza[1].

## Atribuições
- Produzir estatísticas qualitativas e quantitativas, nas áreas demográfica, social, económica e do ambiente;
- Estudar, elaborar e aplicar metodologias de produção, integração e análise dos dados estatísticos;
- Executar as acções de coordenação estatística, técnica e de objectivos, de todo o Sistema de Informação Estatística de Macau, abreviadamente designado por SIEM;
- Zelar pela observância das normas relativas à actividade estatística e aplicar as correspondentes sanções;
- Coordenar e centralizar a prestação de informações estatísticas oficiais a organismos estrangeiros e internacionais sobre a RAEM;
- Conceber e implementar projectos estatísticos especiais destinados a outras entidades;
- Promover o aproveitamento estatístico de actos administrativos com interesse para o SIEM;
- Promover acções de formação profissional em estatística e gestão de informação para o seu pessoal e de instituições públicas e privadas, no âmbito da actividade estatística;
- Prestar assistência técnico-estatística, em termos a acordar, às entidades públicas e privadas que dela careçam;
- Cooperar com organismos estatísticos oficiais da República Portuguesa e da República Popular da China, bem como com outras organizações estatísticas estrangeiras e internacionais[2].

## Legislação orgânica
- Decreto-Lei n.º 61/96/M[3]
  - Reestrutura a orgânica da Direcção dos Serviços de Estatística e Censos
- Decreto-Lei n.º 62/96/M[4]
  - Define o quadro normativo de desenvolvimento do Sistema de Informação Estatística de Macau
- Portaria n.º 81/99/M[5]
  - Altera o quadro de pessoal da Direcção dos Serviços de Estatística e Censos
- Despacho n.º 242/GM/99[6]
  - Regulamento de Execução Relativo à Salvaguarda do Segredo Estatístico e ao Processo de Autorização de Divulgação de Estatísticas Oficiais
- Ordem Executiva n.º 56/2010[7]
  - Quadro de pessoal da Direcção dos Serviços de Estatística e Censos.

## Estrutura ogânica
|                                           |                                           |                                           |                                           |                                                      |                                                      |                                                      |                                                      |                                                      |                                                      |                                |                                |                                |                                |                                               |                                               |                                                   |                                                   |                                                   |                                                   |                                                                          |                                                                          |                                                                          |                                                                          |                                                                          |                                                                          |                                                 |                                                 | Director                                    |                                             |  |  |                                                      |                                      |                                      |                                      |                                                    |                                                    |                                                    |                                                    |                                                    |                                                    |                                                  |                                                  |                                                  |                                                  |  |  |                                                |                                                |                                                |                                                |                                                                 |                                                                 |                                                                 |                                                                 |                                                                 |                                                                 |                                    |                                    |                                    |                                    |  |  |  |  |  |  |  |  |  |  |  |  |  |  |  |  |  |  |  |  |  |  |
|                                           |                                           |                                           |                                           |                                                      |                                                      |                                                      |                                                      |                                                      |                                                      |                                |                                |                                |                                |                                               |                                               |                                                   |                                                   |                                                   |                                                   |                                                                          |                                                                          |                                                                          |                                                                          |                                                                          |                                                                          |                                                 |                                                 | Subdirectores                               |                                             |  |  |                                                      |                                      |                                      |                                      |                                                    |                                                    |                                                    |                                                    |                                                    |                                                    |                                                  |                                                  |                                                  |                                                  |  |  |                                                |                                                |                                                |                                                |                                                                 |                                                                 |                                                                 |                                                                 |                                                                 |                                                                 |                                    |                                    |                                    |                                    |  |  |  |  |  |  |  |  |  |  |  |  |  |  |  |  |  |  |  |  |  |  |
|                                           |                                           |                                           |                                           |                                                      |                                                      |                                                      |                                                      |                                                      |                                                      |                                |                                |                                |                                |                                               |                                               |                                                   |                                                   |                                                   |                                                   |                                                                          |                                                                          |                                                                          |                                                                          |                                                                          |                                                                          |                                                 |                                                 |                                             |                                             |  |  |                                                      |                                      |                                      |                                      |                                                    |                                                    |                                                    |                                                    |                                                    |                                                    |                                                  |                                                  |                                                  |                                                  |  |  |                                                |                                                |                                                |                                                |                                                                 |                                                                 |                                                                 |                                                                 |                                                                 |                                                                 |                                    |                                    |                                    |                                    |  |  |  |  |  |  |  |  |  |  |  |  |  |  |  |  |  |  |  |  |  |  |
|                                           |                                           |                                           |                                           |                                                      |                                                      |                                                      |                                                      |                                                      |                                                      |                                |                                |                                |                                |                                               |                                               |                                                   |                                                   |                                                   |                                                   |                                                                          |                                                                          |                                                                          |                                                                          |                                                                          |                                                                          |                                                 |                                                 |                                             |                                             |  |  |                                                      |                                      |                                      |                                      |                                                    |                                                    |                                                    |                                                    |                                                    |                                                    |                                                  |                                                  |                                                  |                                                  |  |  |                                                |                                                |                                                |                                                |                                                                 |                                                                 |                                                                 |                                                                 |                                                                 |                                                                 |                                    |                                    |                                    |                                    |  |  |  |  |  |  |  |  |  |  |  |  |  |  |  |  |  |  |  |  |  |  |
|                                           |                                           |                                           |                                           |                                                      |                                                      |                                                      |                                                      |                                                      |                                                      |                                |                                |                                |                                |                                               |                                               |                                                   |                                                   |                                                   |                                                   |                                                                          |                                                                          |                                                                          |                                                                          |                                                                          |                                                                          |                                                 |                                                 |                                             |                                             |  |  | Departamento de Sistemas de Informação e Informática |                                      |                                      |                                      |                                                    |                                                    |                                                    |                                                    |                                                    |                                                    |                                                  |                                                  |                                                  |                                                  |  |  |                                                |                                                |                                                |                                                |                                                                 |                                                                 |                                                                 |                                                                 |                                                                 |                                                                 |                                    |                                    |                                    |                                    |  |  |  |  |  |  |  |  |  |  |  |  |  |  |  |  |  |  |  |  |  |  |
|                                           |                                           |                                           |                                           |                                                      |                                                      |                                                      |                                                      |                                                      |                                                      |                                |                                |                                |                                |                                               |                                               |                                                   |                                                   | Divisão Administrativa e Financeira               | Divisão Administrativa e Financeira               | Divisão Administrativa e Financeira                                      | Divisão Administrativa e Financeira                                      | Divisão Administrativa e Financeira                                      | Divisão Administrativa e Financeira                                      |                                                                          |                                                                          |                                                 |                                                 |                                             |                                             |  |  |                                                      |                                      |                                      |                                      |                                                    |                                                    |                                                    |                                                    | Divisão de Promoção e Difusão de Informação        | Divisão de Promoção e Difusão de Informação        | Divisão de Promoção e Difusão de Informação      | Divisão de Promoção e Difusão de Informação      | Divisão de Promoção e Difusão de Informação      | Divisão de Promoção e Difusão de Informação      |  |  |                                                |                                                |                                                |                                                |                                                                 |                                                                 |                                                                 |                                                                 |                                                                 |                                                                 |                                    |                                    |                                    |                                    |  |  |  |  |  |  |  |  |  |  |  |  |  |  |  |  |  |  |  |  |  |  |
|                                           |                                           |                                           |                                           |                                                      |                                                      |                                                      |                                                      |                                                      |                                                      |                                |                                |                                |                                |                                               |                                               |                                                   |                                                   | Divisão Administrativa e Financeira               | Divisão Administrativa e Financeira               | Divisão Administrativa e Financeira                                      | Divisão Administrativa e Financeira                                      | Divisão Administrativa e Financeira                                      | Divisão Administrativa e Financeira                                      |                                                                          |                                                                          |                                                 |                                                 |                                             |                                             |  |  | Sector de Administração do Sistema Informático       |                                      |                                      |                                      |                                                    |                                                    |                                                    |                                                    | Divisão de Promoção e Difusão de Informação        | Divisão de Promoção e Difusão de Informação        | Divisão de Promoção e Difusão de Informação      | Divisão de Promoção e Difusão de Informação      | Divisão de Promoção e Difusão de Informação      | Divisão de Promoção e Difusão de Informação      |  |  |                                                |                                                |                                                |                                                |                                                                 |                                                                 |                                                                 |                                                                 |                                                                 |                                                                 |                                    |                                    |                                    |                                    |  |  |  |  |  |  |  |  |  |  |  |  |  |  |  |  |  |  |  |  |  |  |
|                                           |                                           |                                           |                                           |                                                      |                                                      |                                                      |                                                      |                                                      |                                                      |                                |                                |                                |                                |                                               |                                               |                                                   |                                                   |                                                   |                                                   |                                                                          |                                                                          |                                                                          |                                                                          |                                                                          |                                                                          |                                                 |                                                 |                                             |                                             |  |  |                                                      |                                      |                                      |                                      |                                                    |                                                    |                                                    |                                                    |                                                    |                                                    |                                                  |                                                  |                                                  |                                                  |  |  |                                                |                                                |                                                |                                                |                                                                 |                                                                 |                                                                 |                                                                 |                                                                 |                                                                 |                                    |                                    |                                    |                                    |  |  |  |  |  |  |  |  |  |  |  |  |  |  |  |  |  |  |  |  |  |  |
|                                           |                                           |                                           |                                           |                                                      |                                                      |                                                      |                                                      |                                                      |                                                      |                                |                                |                                |                                |                                               |                                               |                                                   |                                                   |                                                   |                                                   |                                                                          |                                                                          |                                                                          |                                                                          |                                                                          |                                                                          |                                                 |                                                 |                                             |                                             |  |  |                                                      |                                      |                                      |                                      |                                                    |                                                    |                                                    |                                                    |                                                    |                                                    |                                                  |                                                  |                                                  |                                                  |  |  |                                                |                                                |                                                |                                                |                                                                 |                                                                 |                                                                 |                                                                 |                                                                 |                                                                 |                                    |                                    |                                    |                                    |  |  |  |  |  |  |  |  |  |  |  |  |  |  |  |  |  |  |  |  |  |  |
|                                           |                                           |                                           |                                           |                                                      |                                                      |                                                      |                                                      |                                                      |                                                      |                                |                                |                                |                                | Secção de Pessoal, Expediente Geral e Arquivo | Secção de Pessoal, Expediente Geral e Arquivo | Secção de Pessoal, Expediente Geral e Arquivo     | Secção de Pessoal, Expediente Geral e Arquivo     | Secção de Pessoal, Expediente Geral e Arquivo     | Secção de Pessoal, Expediente Geral e Arquivo     |                                                                          |                                                                          | Secção de Contabilidade, Património e Economato                          | Secção de Contabilidade, Património e Economato                          | Secção de Contabilidade, Património e Economato                          | Secção de Contabilidade, Património e Economato                          | Secção de Contabilidade, Património e Economato | Secção de Contabilidade, Património e Economato |                                             |                                             |  |  |                                                      |                                      |                                      |                                      |                                                    |                                                    |                                                    |                                                    |                                                    |                                                    |                                                  |                                                  |                                                  |                                                  |  |  |                                                |                                                |                                                |                                                |                                                                 |                                                                 |                                                                 |                                                                 |                                                                 |                                                                 |                                    |                                    |                                    |                                    |  |  |  |  |  |  |  |  |  |  |  |  |  |  |  |  |  |  |  |  |  |  |
|                                           |                                           |                                           |                                           |                                                      |                                                      |                                                      |                                                      |                                                      |                                                      |                                |                                |                                |                                | Secção de Pessoal, Expediente Geral e Arquivo | Secção de Pessoal, Expediente Geral e Arquivo | Secção de Pessoal, Expediente Geral e Arquivo     | Secção de Pessoal, Expediente Geral e Arquivo     | Secção de Pessoal, Expediente Geral e Arquivo     | Secção de Pessoal, Expediente Geral e Arquivo     |                                                                          |                                                                          | Secção de Contabilidade, Património e Economato                          | Secção de Contabilidade, Património e Economato                          | Secção de Contabilidade, Património e Economato                          | Secção de Contabilidade, Património e Economato                          | Secção de Contabilidade, Património e Economato | Secção de Contabilidade, Património e Economato |                                             |                                             |  |  |                                                      |                                      |                                      |                                      |                                                    |                                                    |                                                    |                                                    |                                                    |                                                    |                                                  |                                                  |                                                  |                                                  |  |  |                                                |                                                |                                                |                                                |                                                                 |                                                                 |                                                                 |                                                                 |                                                                 |                                                                 |                                    |                                    |                                    |                                    |  |  |  |  |  |  |  |  |  |  |  |  |  |  |  |  |  |  |  |  |  |  |
|                                           |                                           |                                           |                                           |                                                      |                                                      |                                                      |                                                      |                                                      |                                                      |                                |                                |                                |                                |                                               |                                               |                                                   |                                                   |                                                   |                                                   |                                                                          |                                                                          |                                                                          |                                                                          |                                                                          |                                                                          |                                                 |                                                 |                                             |                                             |  |  |                                                      |                                      |                                      |                                      |                                                    |                                                    |                                                    |                                                    |                                                    |                                                    |                                                  |                                                  |                                                  |                                                  |  |  |                                                |                                                |                                                |                                                |                                                                 |                                                                 |                                                                 |                                                                 |                                                                 |                                                                 |                                    |                                    |                                    |                                    |  |  |  |  |  |  |  |  |  |  |  |  |  |  |  |  |  |  |  |  |  |  |
|                                           |                                           |                                           |                                           | Departamento de Coordenação e Integração Estatística | Departamento de Coordenação e Integração Estatística | Departamento de Coordenação e Integração Estatística | Departamento de Coordenação e Integração Estatística | Departamento de Coordenação e Integração Estatística | Departamento de Coordenação e Integração Estatística |                                |                                |                                |                                |                                               |                                               |                                                   |                                                   |                                                   |                                                   | Departamento de Estatísticas da Indústria, Construção e Comércio Externo | Departamento de Estatísticas da Indústria, Construção e Comércio Externo | Departamento de Estatísticas da Indústria, Construção e Comércio Externo | Departamento de Estatísticas da Indústria, Construção e Comércio Externo | Departamento de Estatísticas da Indústria, Construção e Comércio Externo | Departamento de Estatísticas da Indústria, Construção e Comércio Externo |                                                 |                                                 |                                             |                                             |  |  |                                                      |                                      |                                      |                                      | Departamento de Estatísticas dos Serviços e Preços | Departamento de Estatísticas dos Serviços e Preços | Departamento de Estatísticas dos Serviços e Preços | Departamento de Estatísticas dos Serviços e Preços | Departamento de Estatísticas dos Serviços e Preços | Departamento de Estatísticas dos Serviços e Preços |                                                  |                                                  |                                                  |                                                  |  |  |                                                |                                                |                                                |                                                | Departamento de Estatísticas Demográficas, Sociais e do Emprego | Departamento de Estatísticas Demográficas, Sociais e do Emprego | Departamento de Estatísticas Demográficas, Sociais e do Emprego | Departamento de Estatísticas Demográficas, Sociais e do Emprego | Departamento de Estatísticas Demográficas, Sociais e do Emprego | Departamento de Estatísticas Demográficas, Sociais e do Emprego |                                    |                                    |                                    |                                    |  |  |  |  |  |  |  |  |  |  |  |  |  |  |  |  |  |  |  |  |  |  |
|                                           |                                           |                                           |                                           | Departamento de Coordenação e Integração Estatística | Departamento de Coordenação e Integração Estatística | Departamento de Coordenação e Integração Estatística | Departamento de Coordenação e Integração Estatística | Departamento de Coordenação e Integração Estatística | Departamento de Coordenação e Integração Estatística |                                |                                |                                |                                |                                               |                                               |                                                   |                                                   |                                                   |                                                   | Departamento de Estatísticas da Indústria, Construção e Comércio Externo | Departamento de Estatísticas da Indústria, Construção e Comércio Externo | Departamento de Estatísticas da Indústria, Construção e Comércio Externo | Departamento de Estatísticas da Indústria, Construção e Comércio Externo | Departamento de Estatísticas da Indústria, Construção e Comércio Externo | Departamento de Estatísticas da Indústria, Construção e Comércio Externo |                                                 |                                                 |                                             |                                             |  |  |                                                      |                                      |                                      |                                      | Departamento de Estatísticas dos Serviços e Preços | Departamento de Estatísticas dos Serviços e Preços | Departamento de Estatísticas dos Serviços e Preços | Departamento de Estatísticas dos Serviços e Preços | Departamento de Estatísticas dos Serviços e Preços | Departamento de Estatísticas dos Serviços e Preços |                                                  |                                                  |                                                  |                                                  |  |  |                                                |                                                |                                                |                                                | Departamento de Estatísticas Demográficas, Sociais e do Emprego | Departamento de Estatísticas Demográficas, Sociais e do Emprego | Departamento de Estatísticas Demográficas, Sociais e do Emprego | Departamento de Estatísticas Demográficas, Sociais e do Emprego | Departamento de Estatísticas Demográficas, Sociais e do Emprego | Departamento de Estatísticas Demográficas, Sociais e do Emprego |                                    |                                    |                                    |                                    |  |  |  |  |  |  |  |  |  |  |  |  |  |  |  |  |  |  |  |  |  |  |
|                                           |                                           |                                           |                                           |                                                      |                                                      |                                                      |                                                      |                                                      |                                                      |                                |                                |                                |                                |                                               |                                               |                                                   |                                                   |                                                   |                                                   |                                                                          |                                                                          |                                                                          |                                                                          |                                                                          |                                                                          |                                                 |                                                 |                                             |                                             |  |  |                                                      |                                      |                                      |                                      |                                                    |                                                    |                                                    |                                                    |                                                    |                                                    |                                                  |                                                  |                                                  |                                                  |  |  |                                                |                                                |                                                |                                                |                                                                 |                                                                 |                                                                 |                                                                 |                                                                 |                                                                 |                                    |                                    |                                    |                                    |  |  |  |  |  |  |  |  |  |  |  |  |  |  |  |  |  |  |  |  |  |  |
| Divisão de Estudos e Métodos Estatísticos | Divisão de Estudos e Métodos Estatísticos | Divisão de Estudos e Métodos Estatísticos | Divisão de Estudos e Métodos Estatísticos | Divisão de Estudos e Métodos Estatísticos            | Divisão de Estudos e Métodos Estatísticos            |                                                      |                                                      | Divisão de Contas Territoriais                       | Divisão de Contas Territoriais                       | Divisão de Contas Territoriais | Divisão de Contas Territoriais | Divisão de Contas Territoriais | Divisão de Contas Territoriais |                                               |                                               | Divisão de Estatísticas da Indústria e Construção | Divisão de Estatísticas da Indústria e Construção | Divisão de Estatísticas da Indústria e Construção | Divisão de Estatísticas da Indústria e Construção | Divisão de Estatísticas da Indústria e Construção                        | Divisão de Estatísticas da Indústria e Construção                        |                                                                          |                                                                          | Divisão de Estatísticas do Comércio Externo                              | Divisão de Estatísticas do Comércio Externo                              | Divisão de Estatísticas do Comércio Externo     | Divisão de Estatísticas do Comércio Externo     | Divisão de Estatísticas do Comércio Externo | Divisão de Estatísticas do Comércio Externo |  |  | Divisão de Estatísticas dos Serviços                 | Divisão de Estatísticas dos Serviços | Divisão de Estatísticas dos Serviços | Divisão de Estatísticas dos Serviços | Divisão de Estatísticas dos Serviços               | Divisão de Estatísticas dos Serviços               |                                                    |                                                    | Divisão de Estatísticas da Distribuição e Preços   | Divisão de Estatísticas da Distribuição e Preços   | Divisão de Estatísticas da Distribuição e Preços | Divisão de Estatísticas da Distribuição e Preços | Divisão de Estatísticas da Distribuição e Preços | Divisão de Estatísticas da Distribuição e Preços |  |  | Divisão de Estatísticas Demográficas e Sociais | Divisão de Estatísticas Demográficas e Sociais | Divisão de Estatísticas Demográficas e Sociais | Divisão de Estatísticas Demográficas e Sociais | Divisão de Estatísticas Demográficas e Sociais                  | Divisão de Estatísticas Demográficas e Sociais                  |                                                                 |                                                                 | Divisão de Estatísticas do Emprego                              | Divisão de Estatísticas do Emprego                              | Divisão de Estatísticas do Emprego | Divisão de Estatísticas do Emprego | Divisão de Estatísticas do Emprego | Divisão de Estatísticas do Emprego |  |  |  |  |  |  |  |  |  |  |  |  |  |  |  |  |  |  |  |  |  |  |